# Пам'ятник Леніну (Мелітополь)

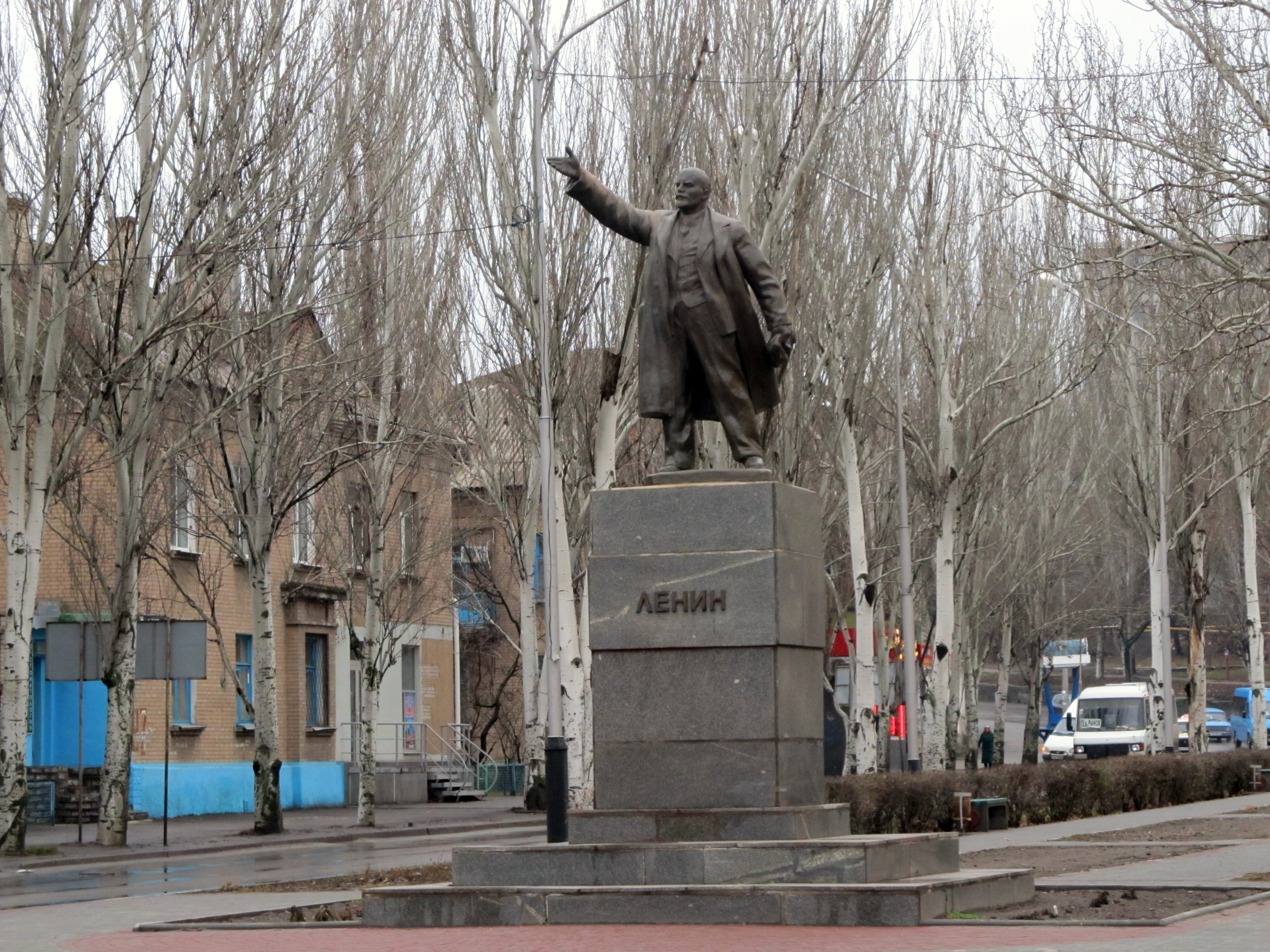
Пам'ятник В.І. Леніну

Пам'ятник Леніну - найбільша статуя В. І. Леніна в Мелітополі. стоїть у сквері на перехресті вулиць Гетьманська і Грушевського.

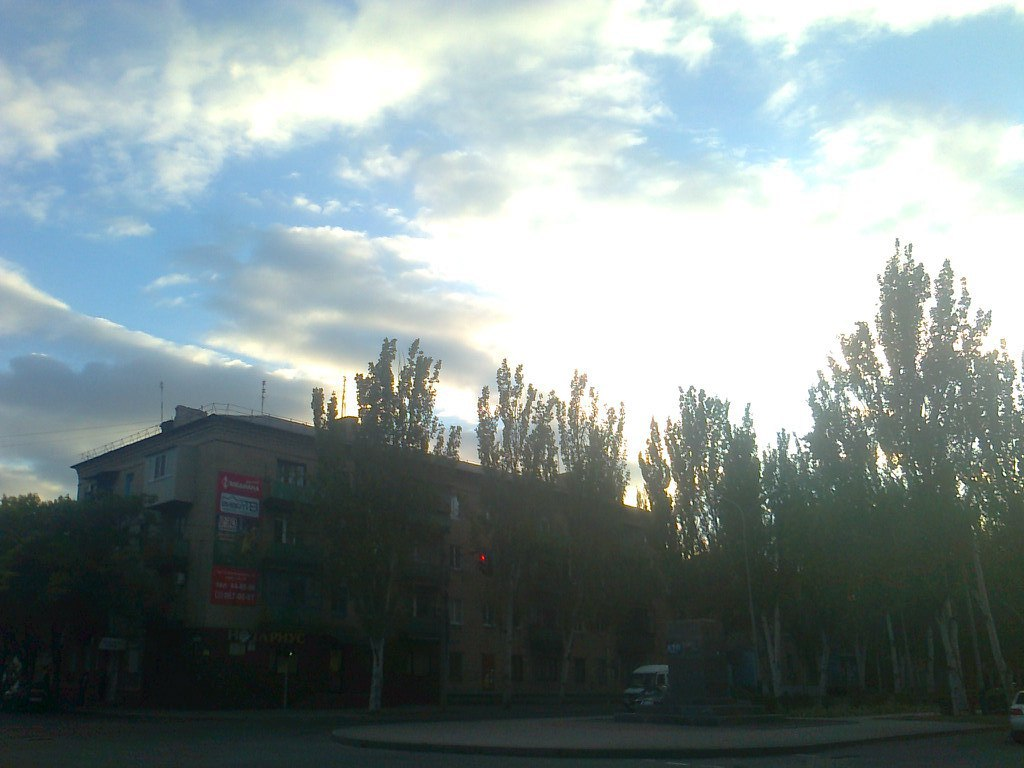
2015

До Другої світової війни на цьому місці стояв бронзовий бюст Леніна. У роки німецької окупації тут був побудований фашистський меморіал. Пізніший пам'ятник був встановлений у 1949 році.
Пам'ятник був знаковим місцем для мелітопольських комуністів та про-російських активістів, але негативно сприймався місцевими націоналістами та патріотами. У лютому 2014 піднімалося питання про знесення пам'ятника, але пам'ятник залишився стояти. Демонтований у 2015 року. Відновлений у 2022 року.

## Історія
Вперше на цьому місці пам’ятник Леніну встановили у 1925 році. Бюст із бронзи на гранітному постаменті став першим пам’ятником Леніну в місті.
Після захоплення Мелітополя німецькою армією в жовтні 1941 року постамент було зруйновано, а бюст був відправлений на переплавку. Але працівники Олександр Заплесвичко, Павло Барсов та Георгій Лунев, ризикуючи життям, закопали бюст на території заводу, а на переплавку відправили бронзовий брухт.
Поблизу того місця, де стояв бюст Леніна, одразу після окупації Мелітополя було встановлено меморіал пам’яті фашитських солдат, що загинули при захопленні Мелітополя. Він уявляв собою бесідку з колонами, увінчану свастикою. Після звільнення міста радянськими військами меморіал було зруйновано, і майже ніякої інформації про нього не залишилось. 
Бронзовий бюст Леніна, відкопаний після війни, за проханням робочих встановлено на території заводу ім. 23 Жовтня. А на перехресті вулиць Леніна та Карла Маркса 1 травня 1949 року було відкрито новий пам’ятник Леніну.

## Опис
Залізобетонна скульптура заввишки 2,47 метрів встановлена на постаменті 2,7х1,5х1,5 метрів, облицьованому гранітом. Пам'ятник роботи ленінградського скульптора Меркулова був виготовлений у львівських художньо-виробничих майстернях.

## Значення
Мелітопольські комуністи традиційно проводять біля пам'ятника мітинги в день народження Леніна (22 квітня)  і День Жовтневої революції (7 листопада). У той же час, мелітопольські націоналісти вважають пам'ятник символом «комуністичної людиноненависницької ідеології». 7 листопада 2012, в ніч на День Жовтневої революції, пам'ятник було облито фарбою.
У лютому 2014 року, коли в багатьох містах України відбувався знесення пам'ятників Леніну, навколо мелітопольського пам'ятника також розгорілася боротьба. Активісти Майдану вимагали знести пам'ятник або перенести його з центральної вулиці на інше місце. Мелітопольські комуністи і загони міський самооборони охороняли пам'ятник. Доля пам'ятника розглядалася на сесії міської ради, але ні рішення про знесення пам'ятника, ні рішення про його залишення прийнято не було. А пам'ятник так і залишився стояти на колишньому місці.

## Цікаві факти

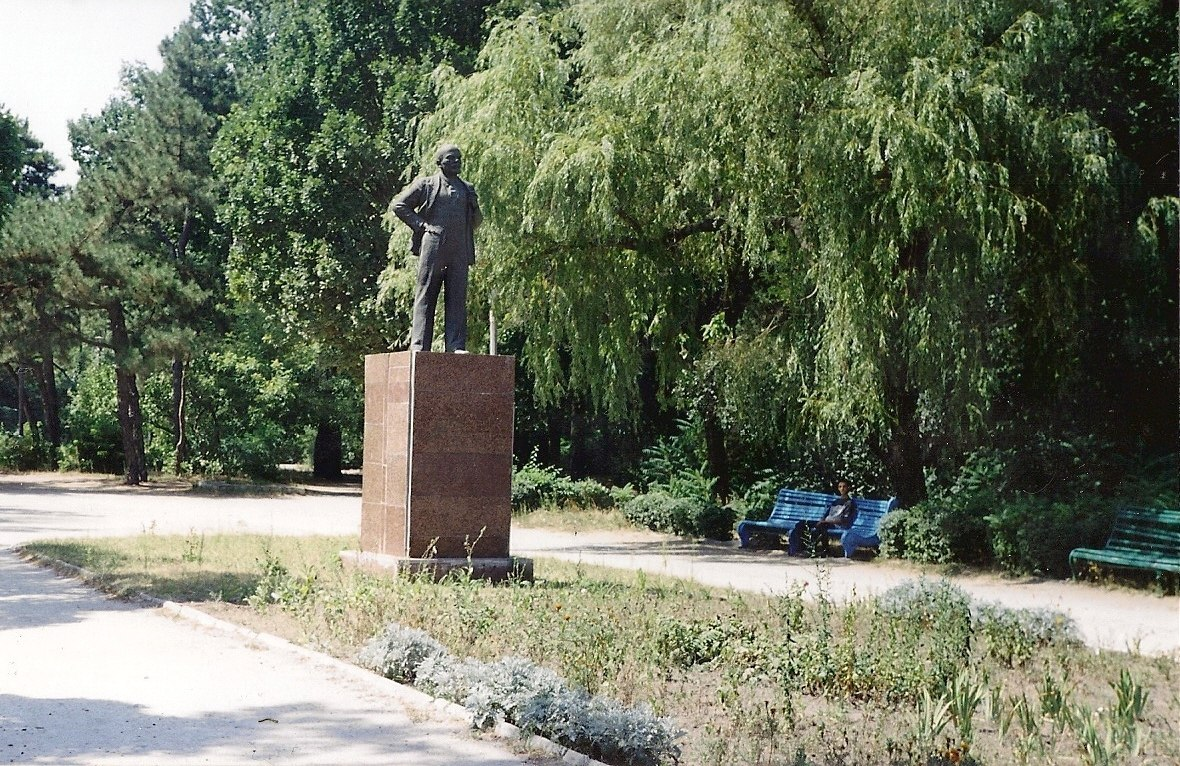

У Мелітополі також були пам'ятники Леніна в Новоолександрівському парку, на привокзальній площі і 7 пам'ятників, бюстів і стел, присвячених Леніну на території підприємств міста.